# Зачисление навечно в списки части

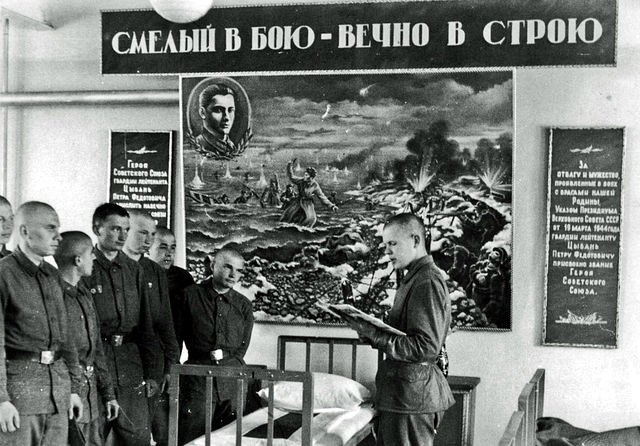
Койка Героя Советского Союза П. Ф. Цыбаня, навечно зачисленного в списки роты его имени, 120-й гвардейский мотострелковый полк, 39-я гвардейская мотострелковая дивизия, 1970 год.

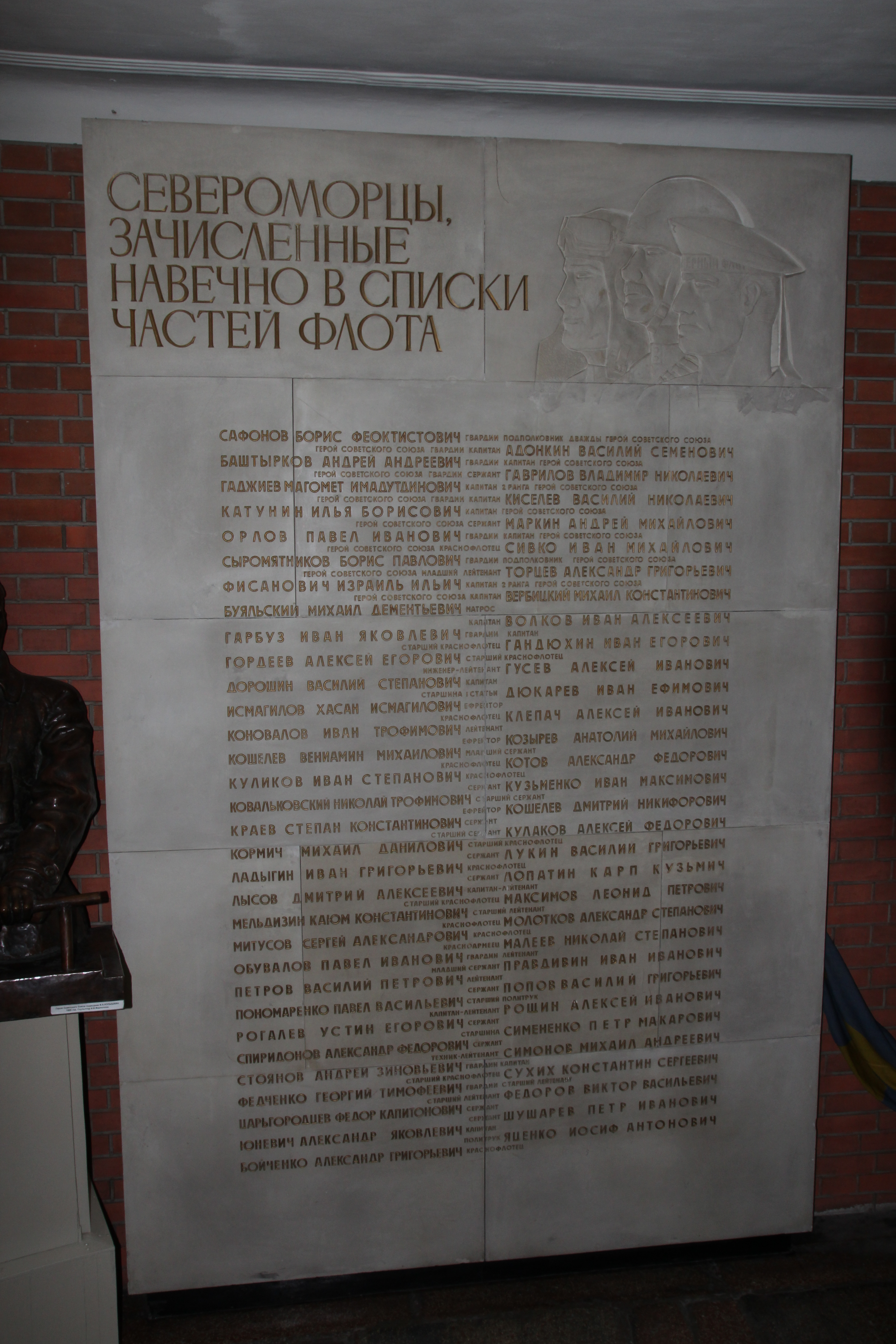
Североморцы, зачисленные навечно в списки частей флота в музее Северного флота

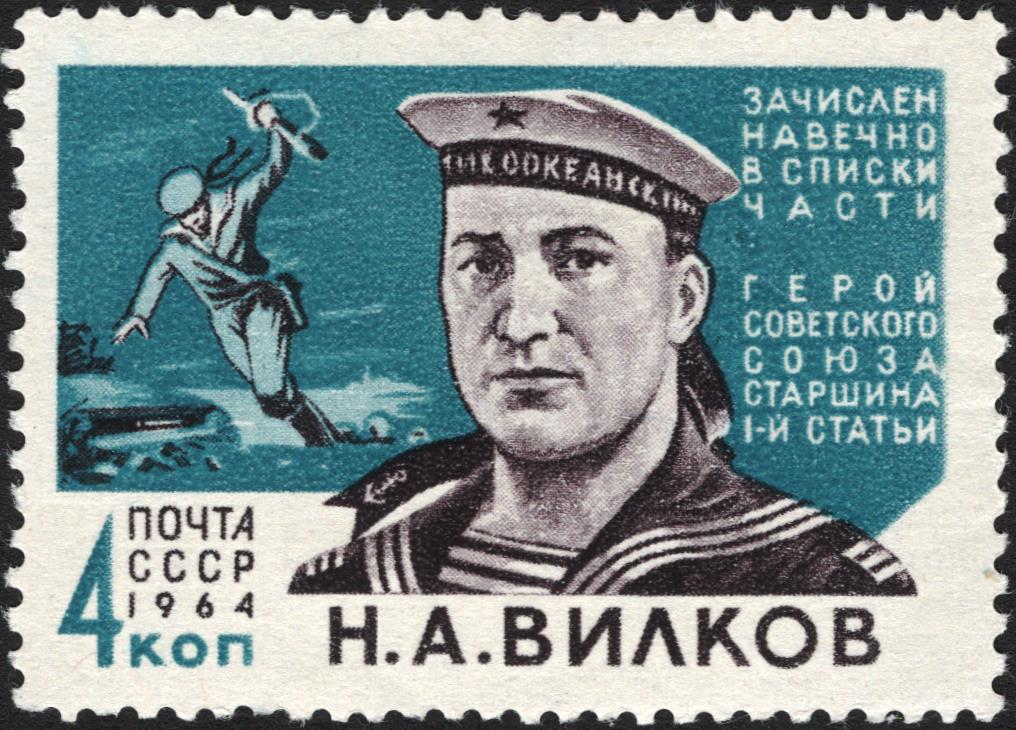
Почтовая марка СССР, Зачислен навечно в списки части Н. А. Вилков, Герой Советского Союза.

Зачисление навечно в списки личного состава части — воинская традиция, принятая в России, в имперский, советский и современный периоды, а также в некоторых других странах, направленная на увековечение памяти военнослужащих и сотрудников силовых структур, погибших при исполнении служебных обязанностей (обязанностей военной службы). Это исключительно почётный акт.

## Порядок увековечения
Для военнослужащих, зачисленных навечно в списки личного состава воинской части (подразделения), в спальном помещении устанавливается кровать, которая постоянно содержится в образцовом состоянии. Над кроватью вывешиваются портрет военнослужащего и описание его подвига.
Фамилии военнослужащих, зачисленных навечно в списки личного состава, называются на каждой вечерней поверке.

В начале поверки он называет воинские звания, фамилии военнослужащих, зачисленных за совершенные ими подвиги в списки роты навечно или почётными солдатами. При назывании фамилий указанных военнослужащих заместитель командира первого взвода докладывает: «Такой-то (воинское звание и фамилия) пал смертью храбрых в бою за свободу и независимость Отечества» или «Почётный солдат роты (воинское звание и фамилия) находится в запасе».— УВС ВС России
Портреты навечно зачисленных военнослужащих, с описанием их подвигов, жизни и деятельности размещаются в комнатах информирования и досуга, комнатах боевой славы, музеях воинских частей. В историческом формуляре воинской части делаются соответствующие записи.

## История традиции
Первым зачисленным навечно в списки полка стал русский солдат, участник Кавказской войны 1817—1864 годов, рядовой Тенгинского пехотного полка Архип Осипов.
8 ноября 1840 года военный министр, генерал-адъютант, граф Чернышёв подписал приказ по военному ведомству за № 79, который гласил:

Обрекая себя на столь славную смерть, он просил только товарищей помнить его дело, если кто-либо из них останется в живых. Это желание Осипова исполнилось. Несколько человек храбрых его товарищей, уцелевших среди общего разрушения и погибели, сохранили его завет и верно его передали. Государь Император почтил заслуги доблестных защитников Михайловского укрепления… Для увековечения же памяти о достохвальном подвиге рядового Архипа Осипова… Его Императорское Величество высочайше повелеть соизволил сохранить навсегда имя его в списках I гренадерской роты Тенгинского полка, считая его первым рядовым, и на всех перекличках при спросе этого имени первому за ним рядовому отвечать: «Погиб во славу русского оружия в Михайловском укреплении» 
Вторым удостоенным такой чести, стал бомбардир Агафон Никитин, за геройский подвиг и мученическую смерть во время Ахал-Текинской экспедиции навечно зачисленный наводчиком первого орудия в 6-ю батарею 21-й артиллерийской бригады в 1881 году.
К 1909 году в Русской императорской армии навечно в полки было зачислено 10 человек, из которых 5 человек за спасение знамён своих полков в Аустерлицком сражении (указом от 1906 года), 1 за аналогичный подвиг в русско-шведской войне 1808—1809 годов (также указом от 1906 года), 1 человек за аналогичный подвиг в русско-японской войне, рядовой Василий Рябов за геройскую смерть в японском плену (указ от 1906), гренадёр Степан Новиков за спасение жизни А. В. Суворова в Кинбурнском сражении (указ от 1912 года).
Традиция возродилась в 1920—1930-х годах в СССР и получила развитие в период Великой Отечественной войны 1941—1945 года.
Первое после Октябрьской революции навечное зачисление по инициативе командира части произошло в войсках внутренней охраны республики. Приказом командира 1-го автобоевого отряда ВЦИК от 1 января 1921 года Юлиана Конопко так были увековечены имена погибших на фронтах гражданской войны Жана Янсона, Иоганна Буша, Жана Пукке.
В Пограничных войсках СССР первое навечное зачисление произошло 9 апреля 1926 года. Особенностью было то, что навечное зачисление сочеталось с такой формой увековечения, как присвоение имён героев пограничным заставам («именные заставы»). По приказу начальника Закавказского ЧК погранзаставе Артлу-Тазакенд было присвоено имя пограничника Андрея Бабушкина. Традиция была закреплена приказом ОГПУ от 16 октября 1932 года.

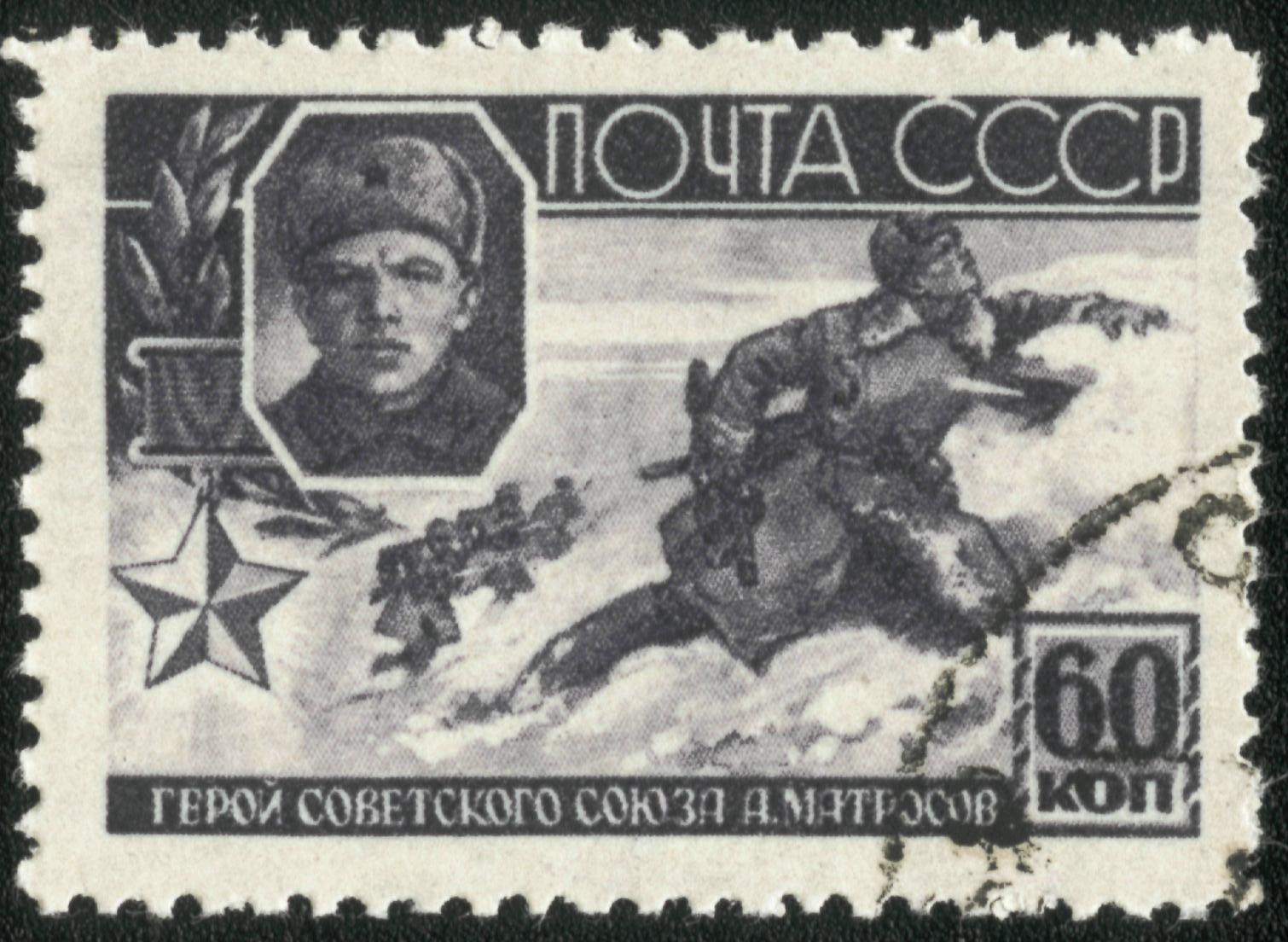
Советская почтовая марка военного времени, посвящённая подвигу Александра Матросова.

В РККА первый военнослужащий был зачислен в списки части во время Великой Отечественной войны - (приказом НКО СССР от 8 сентября 1943 года, о зачислении навечно в списки частей воинов, совершивших выдающиеся подвиги) был навечно зачислен в списки 1-го взвода 1-й стрелковой роты 254-го гвардейского стрелкового полка Герой Советского Союза гвардии рядовой Александр Матросов, закрывший грудью амбразуру вражеского дзота. В целом, за период Великой Отечественной войны в списки частей были зачислены 416 человек - 415 военнослужащих и один ветеран русской императорской армии (Д. Н. Тяпин из деревни Анютино Могилёвской области БССР - в августе 1941 года спасший от захвата немцами найденное в вещмешке погибшего при выходе из окружения ст. политрука боевое знамя 24-й стрелковой дивизии РККА, сохранивший его во время оккупации и в 1943 году передавший его советским войскам).
Традиция сохранилась и в послевоенное время. В июле 1947 года в бою с бандеровцами героически погибли три пограничника (ефрейтор Василий Белименко, рядовые Алексей Рублёв и Василий Лыков) - навечно зачисленные в списки части 30 октября 1947 года.
В дальнейшем, в списки личного состава были зачислены сотрудники милиции, погибшие при задержании особо опасных вооружённых преступников: участковый уполномоченный Сенненского райотдела ст. лейтенант милиции А. А. Синькевич, мл. сержант милиции Г. К. Угодников и капитан милиции Ф. С. Хихлушка.
Существует она и Вооружённых силах и в ряде силовых ведомств Российской Федерации Республики Беларусь и других странах (в частности, в Монголии).
- 8 июля 1948 года отряд армии гоминьдана численностью 136 человек пересёк китайско-монгольскую границу, вступивший в бой с нарушителями границы пограничный наряд МНР был уничтожен. Три погибших пограничника МНР стали Героями МНР (посмертно) и были навечно внесены в списки личного состава погранзаставы[14].

## Нормативная база
- Приказ Минобороны России от 28 февраля 1996 года № 88 «О зачислении военнослужащих в списки воинских частей (кораблей), военно-учебных заведений навечно и почётными солдатами (матросами), курсантами (слушателями)»[15];
- Постановление МО Республики Беларусь от 29.03.2002 «О порядке зачисления военнослужащих навечно, почётными солдатами или почётными лётчиками Вооружённых сил Республики Беларусь»[16];
- Приказ МВД России № 210 от 31 марта 2004 года «Инструкция о порядке зачисления (перезачисления) навечно в списки органов внутренних дел и воинских частей В.в. МВД России»[17];
- Приказ ФСБ России от 3 июня 2006 № 251 «Об утверждении инструкции о порядке зачисления (перезачисления) навечно в списки органов Федеральной службы безопасности либо их подразделений военнослужащих, погибших при исполнении обязанностей военной службы».

## Зачислен навечно
- Свыше 350 человек из числа Героев Советского Союза, получивших данное звание во время Великой Отечественной войны, были удостоены этой чести. Их фамилии выбиты золотом на одной из стен зала Победы Центрального музея Вооружённых Сил[18].
- По сведениям выпущенного воениздатом справочника «Зачислен навечно», в котором содержатся краткие биографические справки обо всех героях Вооружённых сил СССР, к 1 июня 1989 года в списках личного состава частей, кораблей, военно-учебных заведений ВС СССР значилось в общей сложности 412 павших смертью храбрых защитников Родины[18].